# Liste der Monuments historiques in Chappes (Aube)
Die Liste der Monuments historiques in Chappes führt die Monuments historiques in der französischen Gemeinde Chappes auf.

## Liste der Immobilien
| Bezeichnung    | Beschreibung           | Standort                | Kennzeichnung | Schutzstatus | Datum | Bild           |
| -------------- | ---------------------- | ----------------------- | ------------- | ------------ | ----- | -------------- |
| Kirche St-Loup | ab dem 12. Jahrhundert | Ruelle Sain-Jean (Lage) | PA00078075    | Classé       | 1840  | weitere Bilder |

## Liste der Objekte
| Bezeichnung                                         | Beschreibung | Standort                     | Kennzeichnung | Schutzstatus | Datum | Bild           |
| --------------------------------------------------- | --- | ---------------------------- | ------------- | ------------ | ----- | -------------- |
| Adlerpult                                           | Eichenholz, bemalt, zweite Hälfte des 17. Jahrhunderts                                                                    | in der Kirche St-Loup (Lage) | PM10000508    | Classé       | 1977  |                |
| Skulptur Madonna mit Kind                           | Kalkstein, einfarbig gefasst und vergoldet, 15. Jahrhundert                                                               | in der Kirche St-Loup (Lage) | PM10000511    | Classé       | 1977  |                |
| Rechter Seitenaltar                                 | Eichenholz, Mitte des 18. Jahrhunderts; aus dem Kloster Notre-Dame de Larivour in Lusigny-sur-Barse; zugehörig PM10004257 | in der Kirche St-Loup (Lage) | PM10004256    | Inscrit      | 1983  |                |
| Gemälde Mariä Verkündigung                          | Ölfarbe auf Leinwand, 18. Jahrhundert; aus dem Kloster Notre-Dame de Larivour in Lusigny-sur-Barse                        | in der Kirche St-Loup (Lage) | PM10004257    | Inscrit      | 1983  |                |
| Skulptur Heiliger Vinzenz                           | Kalkstein oder Gips, farbig gefasst und vergoldet, 19. Jahrhundert                                                        | in der Kirche St-Loup (Lage) | PM10004261    | Inscrit      | 1977  |                |
| Gemälde Kreuztragung                                | Verso: Heilige Veronika; Ölfarbe auf Leinwand, zweite Hälfte des 16. oder 17. Jahrhundert                                 | in der Kirche St-Loup (Lage) | PM10004253    | Inscrit      | 1978  |                |
| Skulptur Heiliger Rochus                            | Kalkstein, farbig gefasst, 16. Jahrhundert                                                                                | in der Kirche St-Loup (Lage) | PM10004258    | Inscrit      | 1978  |                |
| Kirchenfenster mit Szenen aus dem Leben Jesu        | aus dem 16. Jahrhundert                                                                                                   | in der Kirche St-Loup (Lage) | PM10000507    | Classé       | 1840  | weitere Bilder |
| Skulpturengruppe Christus und der ungläubige Thomas | Kalkstein, farbig gefasst, Ende des 16. Jahrhunderts                                                                      | in der Kirche St-Loup (Lage) | PM10000510    | Classé       | 1977  |                |
| Linker Seitenaltar                                  | Eichenholz, Mitte des 18. Jahrhunderts; aus dem Kloster Notre-Dame de Larivour in Lusigny-sur-Barse; zugehörig PM10004255 | in der Kirche St-Loup (Lage) | PM10004254    | Inscrit      | 1983  |                |
| Gemälde Christi Geburt                              | Ölfarbe auf Leinwand, 18. Jahrhundert; aus dem Kloster Notre-Dame de Larivour in Lusigny-sur-Barse                        | in der Kirche St-Loup (Lage) | PM10004255    | Inscrit      | 1983  |                |
| Skulptur eines heiligen Bischofs                    | Holz, farbig gefasst, 18. Jahrhundert                                                                                     | in der Kirche St-Loup (Lage) | PM10004262    | Inscrit      | 1977  |                |
| Skulptur Heiliger Eligius                           | Kalkstein oder Gips, farbig gefasst und vergoldet, 19. Jahrhundert                                                        | in der Kirche St-Loup (Lage) | PM10004259    | Inscrit      | 1978  |                |
| Taufbecken                                          | Kalkstein, 17. Jahrhundert                                                                                                | in der Kirche St-Loup (Lage) | PM10000509    | Classé       | 1977  |                |
| Gemälde Der heilige Lupus von Troyes und Attila     | Ölfarbe auf Leinwand, 1840 von Anne-François Arnaud                                                                       | in der Kirche St-Loup (Lage) | PM10004252    | Inscrit      | 1977  |                |
| Skulptur Heiliger Lupus von Troyes                  | Holz, einfarbig gefasst und vergoldet, 18. Jahrhundert                                                                    | in der Kirche St-Loup (Lage) | PM10004260    | Inscrit      | 1977  |                |
| Kruzifix                                            | Holz, farbig gefasst, 15. oder 16. Jahrhundert                                                                            | in der Kirche St-Loup (Lage) | PM10004263    | Inscrit      | 1977  |                |
| Skulptur Madonna mit Kind                           | Kalkstein, farbig gefasst, 15. Jahrhundert                                                                                | in der Kirche St-Loup (Lage) | PM10004264    | Inscrit      | 1977  |                |
| Grabstein für Jean Dandelot                         | Kalkstein, bemalt, bezeichnet 1678                                                                                        | in der Kirche St-Loup (Lage) | PM10004265    | Inscrit      | 1977  |                |